# Marcos Di-Bernardo
Marcos Di-Bernardo, né le 4 novembre 1963 à Bento Gonçalves (État du Rio Grande do Sul - Brésil), mort le 16 juin 2006, était un herpétologiste brésilien.

## Biographie
Adolescent, Marcos Di-Bernardo s'intéresse à la nature et à la biologie. Il part en 1981 étudier la biologie à Porto Alegre et passe sa thèse de docteur en 1998. Il continuera ensuite ses recherches dans le sud brésilien notamment sur les serpents et les anoures.